# Neal Dahlen
Pour les articles homonymes, voir Dahlen.
Neal Dahlen est un administrateur américain qui a travaillé dans le domaine du football américain.

## Biographie
Neal Dahlen a travaillé pour les franchises des 49ers de San Francisco (1979-1996) et des Broncos de Denver (1996-2003).
Dahlen a remporté sept bagues du Super Bowl (5 chez les 49ers et 2 chez les Broncos), ce qui fait de lui la deuxième personne en comptant le plus dans l'histoire après Bill Belichick (8 bagues).
Dahlen entre à la Capuchino High School de San Bruno en Californie. Il joue au poste de quarterback pour l'Université d'État de San José où il est gradué en 1963 (il obtient un master en 1964). Il devient ensuite entraîneur de baseball et de football américain au Hillsdale High School de San Mateo ainsi qu'au College of San Mateo.
Dahlen commence à travailler à temps partiel pour la franchise des 49ers en 1979 où il y gagne de plus en plus de responsabilités administratives. Il part pour Denver en 1996 où il devient directeur du personnel. Il est nommé en 1999 manager général de la franchise. Ted Sundquist le remplace au début de l'année 2002 et Dahlen devient directeur administratif de la franchise. Il prend sa retraite l'année suivante.